# Palana
Palana (Russisch: Палана) is een nederzetting met stedelijk karakter in de Russische kraj Kamtsjatka en was tot 1 juli 2007 het bestuurlijke centrum van het autonome district Korjakië. Palana ligt in het noordelijke deel van de kraj, aan de westkust van het schiereiland Kamtsjatka aan de rechteroever van de gelijknamige rivier de Palana, op minder dan 8 km van de Zee van Ochotsk. De plaats ligt op 12.866 kilometer van Moskou (tijdverschil met MSK: 9 uur) en 851 kilometer van Petropavlovsk-Kamtsjatski.
Het aantal inwoners bedroeg 3928 bij de volkstelling van 2002 tegen 4.343 bij die van 1989.